# Patrick Wendisch
Patrick Wendisch (* 3. Oktober 1957 in Bremen) ist ein deutscher Versicherungsunternehmer und ehemaliger Politiker (AFB). Er war von 1995 bis 1999 Mitglied der Bremischen Bürgerschaft und von 2004 bis 2007 Präses der Handelskammer Bremen.

## Leben

### Ausbildung und Beruf
Wendisch wurde als Sohn des Bremer Versicherungsunternehmers Friedel Wendisch geboren und wuchs in Bremen auf. Er absolvierte 1976 am Bremer Hermann-Böse-Gymnasium das Abitur. Anschließend studierte er von 1976 bis 1981 Wirtschaftsingenieurwesen an der Technischen Hochschule Darmstadt und schloss als Diplom-Wirtschaftsingenieur in der Fachrichtung Maschinenbau ab. Im Jahr 1981 war er bei der Außenstelle der Münchener Rückversicherungs-Gesellschaft in Johannesburg in Südafrika tätig. Es folgte das Promotionsstudium an der TU Darmstadt, wo er 1984 bei Bert Rürup an dessen Lehrstuhl für Finanzwissenschaften zum Dr. rer. pol. promovierte. Von 1984 bis 1985 durchlief Wendisch verschiedene berufliche Stationen im deutschen, britischen und US-amerikanischen Versicherungsmarkt, wobei er für die Sach-Industrieabteilung der Allianz, die Hamburger Albingia-Versicherungsgesellschaft und für Willis Farber in London tätig war.
1985 trat Wendisch als persönlich haftender Gesellschafter in das traditionsreiche und von seinem Vater weiter ausgebaute Bremer Assekuranz-Unternehmen Lampe & Schierenbeck ein, das 1858 gegründet worden war, und wurde einer der persönlich haftenden Gesellschafter. 1992 wurde er zum Hauptbevollmächtigten der deutschen Direktion der britischen Northern Assurance Company bestellt. 1998 fusionierte Lampe & Schierenbeck mit der ebenfalls alteingesessenen Assekuranzgesellschaft Buse & Schwartze und ging zur Lampe & Schwartze KG über. Die inhabergeführte Kommanditgesellschaft wird von Wendisch zusammen mit vier weiteren Gesellschaftern geleitet.
Wendisch ist verheiratet und Vater von drei Kindern.

### Politik
Wendisch schloss sich Anfang 1995 der Wählergemeinschaft Arbeit für Bremen und Bremerhaven (AFB) an, die im Januar 1995 von dem Sparkassendirektor Friedrich Rebers, dem früheren Bremer SPD-Wirtschaftssenator Werner Lenz und anderen gegründet worden war und die bis 2002 bestand. Bei der Bürgerschaftswahl in Bremen 1995 erreichte die AFB für die 14. Wahlperiode 10,7 % der Stimmen und 12 Abgeordnetenmandate. Wendisch war von 1995 bis 1999 Mitglied der Bremischen Bürgerschaft.

### Weitere Mitgliedschaften
Wendisch engagiert sich ehrenamtlich in verschiedenen Gremien und Ämtern für Bremen, so unter anderem wie folgt:
- Er ist Kuratoriumsmitglied der Akademie der Wirtschaft Bremen sowie Mitglied des Landeskuratoriums Bremen des Stifterverbandes für die Deutsche Wissenschaft.[3]
- Seit 1997 engagiert er sich im traditionellen Rotary Club Bremen, der bereits 1931 gegründet wurde.[4]
- Wendisch gehörte seit 1998 dem Plenum der Handelskammer Bremen an und war seit Januar 2000 jahrelang Mitglied des Präsidiums. Er wurde vom Plenum als Nachfolger von Dirk Plump zum Präses der Handelskammer gewählt und hatte das Amt von Januar 2004[5] bis Januar 2007 inne. Seine Nachfolge im Präsidentenamt übernahm Lutz H. Peper.[6] Zudem war und ist er in weiteren Kammergremien ehrenamtlich tätig. Inzwischen ist Wendisch Senior der Handelskammer Bremen.[7]
- 2004 wurde er kaufmännisches Mitglied der Stiftung Haus Seefahrt.[8] 2006 richtete er als einer der drei verantwortlichen Schaffer die 462. Schaffermahlzeit aus.[9]
- 2013 wurde Wendisch Präsident der Eiswette von 1829, deren Mitglied er seit 2003 ist.[10]
- Er ist Mitglied im Aufsichtsrat der Bremer Lagerhaus-Gesellschaft.[11]

## Kontroversen
Im Januar 2019 erregte Wendisch öffentliche Aufmerksamkeit, als er in seiner Funktion als Präsident des Bremer Vereins Eiswette von 1829 auf „der Tradition“ beharrte und anstelle von Bremens Bürgermeisterin Karoline Linnert den Bremerhavener Oberbürgermeister Melf Grantz zum Stiftungsfest der Bremer Eiswette einlud. Bürgermeister Carsten Sieling war verhindert und hatte deshalb Wendisch zuvor gebeten, seine Stellvertreterin Linnert als offizielle Vertreterin Bremens zu der alljährlichen Traditionsveranstaltung im Congress Centrum Bremen mit rund 800 Gästen einzuladen. Der Eiswettpräsident bestand jedoch auf den Statuten des Vereins und rechtfertigte den Ausschluss von Frauen:

„Wir sind ein Herrenclub, machen diesen Gendergaga nicht mit. Selbst der Papst würde nicht eingeladen, wenn er eine Frau wäre.“

Die „Nicht-Einladung“ wurde bundesweit zum Thema in den Massenmedien. Die u. a. als „frauenfeindlich und antiquarisch“ bewertete Haltung von Eiswettpräsident Wendisch und des von ihm vertretenen Eiswettvereins führte zu erheblicher Kritik in Politik, Öffentlichkeit, Medien und sozialen Netzwerken. Dem Eiswettverein und seinem Präsidenten wurde Sexismus vorgeworfen. Innensenator Ulrich Mäurer sagte seine Teilnahme am Eiswettfest 2019 kurzfristig ab.